# Managerialismo
Il managerialismo o dirigenzialismo emerge dagli studi di Berle & Means e Coase su come la diffusione della proprietà nelle grandi corporazioni statunitensi, realizzata attraverso l'azionariato diffuso, avesse condotto alla separazione fra proprietà e controllo. Tale scuola di pensiero modella gli effetti sugli obiettivi dell'impresa della separazione della proprietà dal controllo manageriale. 
Altra caratteristica del dirigenzialismo è la personificazione dell'organizzazione: l'impresa è vista cioè come un soggetto capace di prendere decisioni, al quale sono ascrivibili degli obiettivi.
L'impresa è ancora vista come un'entità che persegue un obiettivo e che punta alla massimizzazione dell'esito, ma, secondo il managerialismo, l'obiettivo “profitto” viene sostituito con altri, al fine di rendere la teoria maggiormente capace di modellare il comportamento “discrezionale” dei manager, ovvero in grado di rappresentare con maggior realismo la spinta motivazionale dei dirigenti d'impresa.
Al managerialismo dobbiamo la visione dell'impresa come “soggetto legale” e il concetto di informazioni asimmetriche nei processi di assunzione dei rischi e nei problemi di scelta fra diverse alternative.